# Dag van het Literatuuronderwijs
De Dag van het Literatuuronderwijs is een tweejaarlijks, landelijk symposium voor docenten, bibliothecarissen,  mediathecarissen en andere betrokkenen bij het literatuuronderwijs. De eerste twee edities vonden plaats in Amsterdam in 1992 en 1994, daarna volgden twee edities in Utrecht in 1996 en 1998, en sinds 2000 wordt het symposium gehouden in Rotterdam.
Op dit eendaagse evenement worden actuele onderwerpen in het literatuuronderwijs besproken door middel van lezingen, workshops en master classes. Elke editie wordt bezocht door zoʼn 600 docenten Nederlands en andere betrokkenen uit het hele land.

## Eerste edities van het symposium in Amsterdam en Den Haag

### Eerste edities in 1992 en 1994 in Amsterdam
In 1992 vond de eerste editie plaats als Bulkboeks Dag van het Literatuuronderwijs  in Grand Hotel Krasnapolsky in Amsterdam. De organisatie was in handen van Bulkboeks Dag van de Literatuur en Stichting Schrijvers School Samenleving. Hella Haasse, Adriaan van Dis, Midas Dekkers, Freek de Jonge e.a. spraken voor ruim 600 docenten Nederlands over lesmethodes en leesplezier bij leerlingen. Kort na de eerste editie werd een Handboek Literatuuronderwijs uitgebracht, veelal met auteurs die ook op het symposium gesproken hadden, en waarin nader werd ingegaan op de themaʼs die werden besproken. Na elke volgende editie werd een bijgehorend Handboek Literatuuronderwijs uitgebracht.
Aan de tweede editie in 1994, eveneens in Hotel Krasnapolsky, werkten sprekers als Philip Freriks, Nelleke Noordervliet, Frits Spits, Herman Pleij en Ronald Giphart mee.

### Edities in 1996 en 1998 in Den Haag
Na de eerste edities in Amsterdam volgden twee edities in Jaarbeurs Utrecht. In 1996 was er voor het eerst een overkoepelend thema: ‘Meer in minder tijd?’ Hierover kwamen schrijvers als Frits van Oostrom, Vonne van der Meer, Tim Krabbé en Dirk van Weelden  aan het woord. In 1998 was het thema: ‘De leraar: inspirator of navigator?’, met sprekers als Willem Jan Otten, Manon Uphoff, Carry Slee  en Naima El Bezaz.

## Latere edities van het symposium in Rotterdam
Sinds 2000 vindt het symposium plaats in concert- en congresgebouw De Doelen in Rotterdam, en wordt deze dag georganiseerd door Passionate Bulkboek. Daarbij is in de loop der jaren het programma uitgebreid. Naast het aanbod voor eerstegraads docenten Nederlands, kwamen er lezingen en workshops voor tweedegraadsdocenten Nederlands, en kwam het bevorderen van leesplezier in onderbouw en vmbo/mbo onder de aandacht.

### Edities in 2000-2002
De vijfde editie vond plaats op 3 november 2000. Het thema was: ‘De school als poldermodel?’ – hoe verhoudt het bevorderen van leesplezier zich tot de verzakelijking in het onderwijs anno 2000. Sprekers waren onder meer Renate Dorrestein, Joost Zwagerman, Aad Nuis, Frank van Dixhoorn, Theo Witte en Dick Schram.
Op 1 november 2002 werd de zesde editie gehouden onder het thema: ʻBoeken proeven. Over smaak en smaakontwikkeling.ʼ  Centraal discussiepunt was hoe de literatuurdocent de rol van gids en begeleider met die van smaakmaker combineert, en in samenhang daarmee: hoe ontwikkelt een literaire smaak bij de leerling zich? Met Frits van Oostrom, Jan Wolkers, Kees van Beijnum, Arjan Peters, Ronald Soetaert en Cor Geljon.

### Edities in 2004-2006
Tijdens de zevende editie op 5 november 2004 stond kennisverwerving in het literatuuronderwijs centraal. Een veelgehoorde kritiek was dat leerlingen in de Tweede Fase zich alleen nog afvragen: ‘Wat doet dit boek met mij?’ en: ‘Herken ik mij in dit boek?’. Is daarmee kennis omtrent literatuur minder belangrijk geworden? Met schrijvers en sprekers als Marita Mathijsen, Geert Mak, Carry Slee, Theo Hoogstraaten, Margot Dijkgraaf, Pieter Steinz, Joop Dirksen en Frans-Willem Korsten.
Het thema van de achtste editie op 1 november 2006 was: ‘Een sterk verhaal, over kracht en macht van verhalen, werkelijkheid en fictie, lezen als herkenning en verkenning’. Sprekers waren Jan Siebelink, Abdelkader Benali, Victoria Koblenko, Frank Martinus Arion, Khalid Boudou, Joost Zwagerman, Philip Freriks, Ruben van Gogh, Nelleke Noordervliet, Hans Sahar en Manon Uphoff.

### Edities in 2008-2010
Gedurende deze periode is het programma-aanbod verder verbreed. Ook studerenden voor eerste- en tweedegraads docenten Nederlands (Lio’s) worden uitgenodigd om deel te nemen met een eigen programmering.
Op de negende editie op 7 november 2008 was het thema: ‘Vertel mij wat’. Hoeveel zinvolle manieren van vertellen over literatuur zijn er? Vertellen nieuwe media ook een literair verhaal en is dit verhaal anders per medium? Over deze vragen spraken Herman Pleij, Kader Abdolah, Maren Stoffels, Edward van de Vendel, Francine Oomen, Khalid Boudou, Kees van Beijnum, Theo Witte, Hubert Slings, Wiegertje Postma, Raoul de Jong en Ernest van der Kwast.
Op de tiende editie op 2 december 2010 was het thema: ‘Waar gebeurd?: over feit, fictie en verbeeldingskracht’. Er werd gesproken over hoe literatuuronderwijs kan bijdragen aan het nuanceren van een absoluut waarheidsbegrip. Met onder meer Adriaan van Dis, Coen Peppelenbos, Manon Uphoff, Ton Anbeek, Piet Calis, Dirk Leyman, Ramsey Nasr, Dick Schram, Hubert Slings, Pieter Steinz, Franca Treur, Christophe Vekeman, Edward van de Vendel en Maartje Wortel. 

### Edities in 2012-2014
De elfde editie werd gehouden op 29 november 2012 onder het thema: ‘Weg van literatuur’, met vragen als: Wat zijn de meest effectieve media- en onderwijsmethodieken? Wat bevordert het leesenthousiasme van leerlingen? Op het programma stonden  Abdelkader Benali, Marijke Kaatee, Ramsey Nasr, Dick Schram, Robert Vuijsje, Theo Witte en Annejet van der Zijl. Daarbij was er de feestelijke lancering van het eerste complete digitale lexicon: Het Algemeen Letterkundig Lexicon, en nam de Engelse auteur Aidan Chambers het eerste exemplaar in ontvangst van zijn nieuwe boek 'Leespraat'.
De twaalfde editie vond plaats op 11 november 2014 onder het thema ‘Lijst of lezer’. De kernvraag was: Is de leeslijst leidend binnen het literatuuronderwijs, of moet eerst aansluiting gezocht worden bij de belevingswereld van de jonge lezer? Met Joke van Leeuwen, Arnon Grunberg, Annejet van der Zijl, Oek de Jong, Thomas van Aalten, Ellen Deckwitz, Jan Brokken, Geert Buelens, Dick Schram, Thomas Vaessens en Theo Witte.

### Edities vanaf 2016
Het thema van de dertiende editie op 22 november 2016 was: ‘Nieuw elan in literatuuronderwijs’, rond vragen als: Hoe is het gesteld met literatuuronderwijs in Nederland, en wat kunnen docenten doen om het leesplezier en de kennis van literatuur(geschiedenis) te vergroten? Sprekers waren Herman Koch, Anne Vegter, Adriaan van Dis, Lize Spit, A.L. Snijders, Frank Westerman, Lidewijde Paris, Dimitri Verhulst, Jörgen Apperloo, Iris van Erve, Michelle van Dijk, Vrouwkje Tuinman en Alex Boogers.
Op de veertiende editie op 20 november 2018 was het thema: ‘De tijd van je lezen!’. Er werd gediscussieerd over vrij lezen in de klas, tijdloze klassiekers voor kinderen en voorleestijd. Met Stefan Hertmans, Bas Heijne, Adriaan van Dis, Frank Westerman, Özcan Akyol, Griet Op de Beeck, Natasza Tardio, Buddy Tegenbosch, Martine Letterie, Lydia Rood, Rob Ruggenberg, Margalith Kleijwegt, Ester Naomi Perquin,  Derek Otte, Marco Martens, Janneke Louwerse, Iris van Erve, Ingmar Heytze, Alex Boogers, Frank Brandsma, Anneke Smits en Theo Witte.